# Mécanique de répétition
Au piano, la mécanique de répétition ou échappement double est la capacité d'une touche, après avoir été enfoncée, de rejouer la note avant qu'elle soit totalement remontée, permettant ainsi une répétition rapide de la même note.
Depuis l'invention du piano, le pianiste était confronté à la difficulté de rejouer une note rapidement après l'avoir jouée. En 1821, Érard invente une modification de la mécanique d'échappement, permettant de raccourcir ce délai, permettant même de rejouer une note sans avoir entièrement relâché la touche, c'est le levier de répétition.

## Les limites de l'échappement simple
Les pianos équipés d'un échappement simple ne peuvent rejouer une note sans que la mécanique soit entièrement revenue en position de repos, ce qui limite les possibilités de répétition.
En effet, quand on joue une note, le bâton d'échappement pousse le marteau vers les cordes jusqu’à rencontrer une butée qui le fait basculer et libère le marteau avant que celui-ci ait frappé les cordes (le point d’échappement). Le marteau termine sa course sur son élan, rebondit contre les cordes et se bloque contre l’attrape.
Il faut que le bâton d'échappement repasse sous le marteau pour que la note puisse être rejouée, ce qui nécessite la remontée complète de la touche.
Toutefois ce principe s’avère inexact sur un piano droit, étant donné que, sur ce type de mécanique, le marteau oscille sur son centre de gravité. Certaines mécaniques bien dimensionnées permettent, lors du jeu rapide, un retour du bâton d’échappement plus rapide que celui du marteau en produisant une sorte de sautillement. On obtient alors sur un piano droit une vitesse de répétition presque identique à celle du piano à queue.

## La mécanique de piano à queue équipée de leviers de répétition en fonctionnement

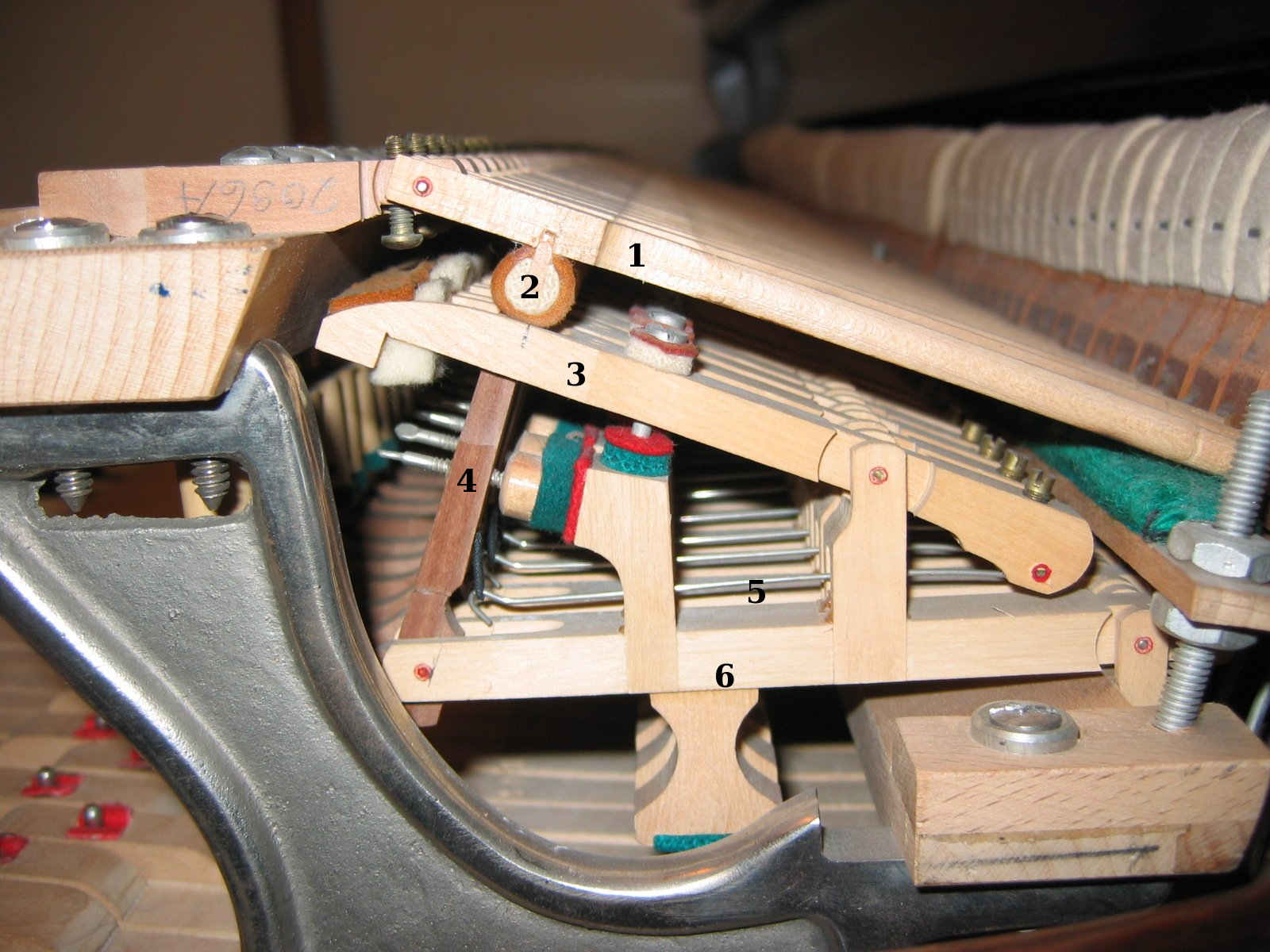
Position 1 : le bâton d'échappement est encore sous le rouleau.
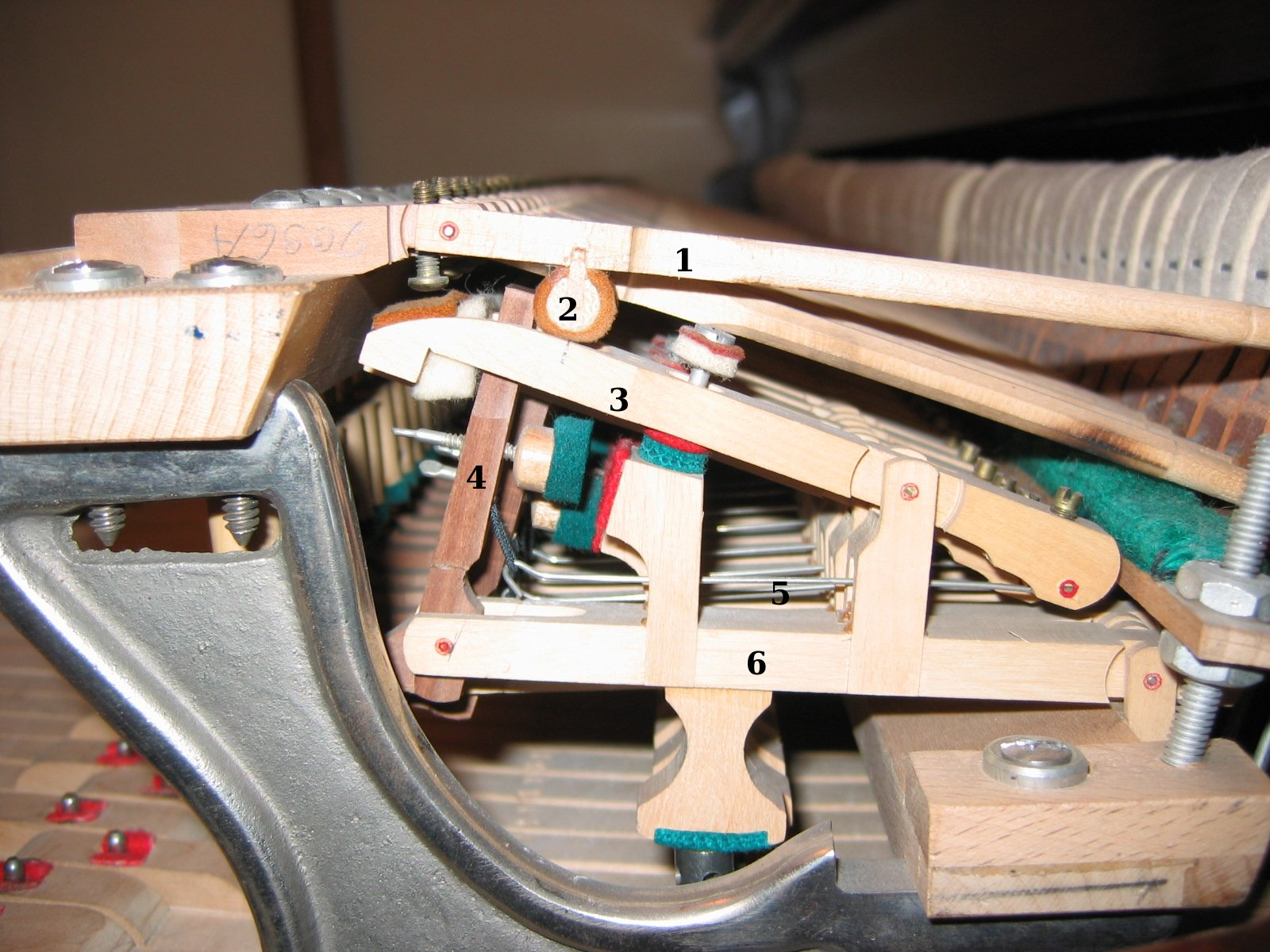
Position 2 : le bâton a échappé, le marteau et son rouleau sont retombés. Il est impossible de rejouer la note dans cet état.
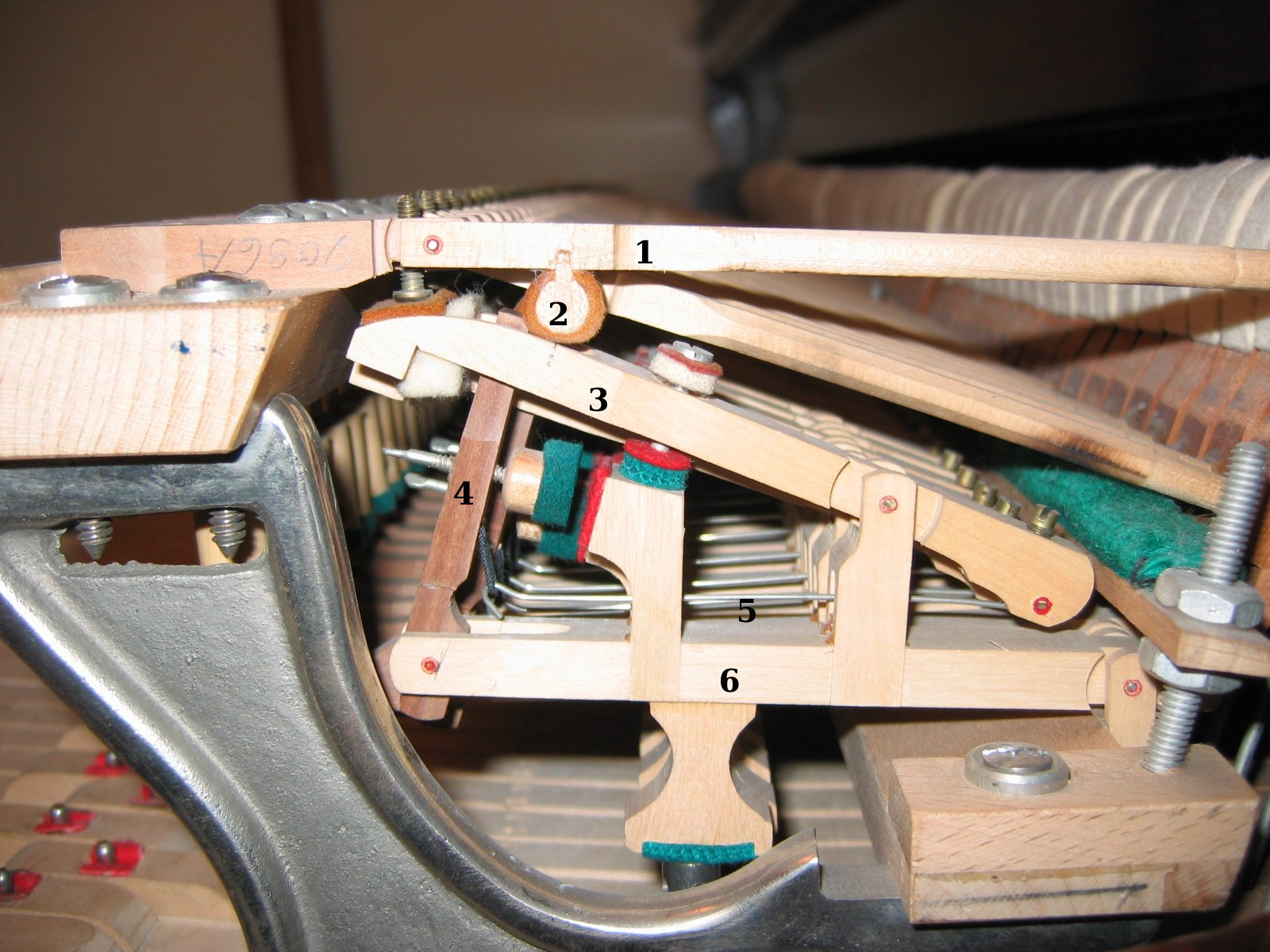
Position 3 : le levier de répétition repousse le chevalet et le bâton d'échappement vers le bas à l'aide du ressort, tandis qu'il repousse le marteau vers le haut.

Liste des pièces :
1. manche du marteau
2. rouleau
3. levier de répétition
4. bâton d'échappement
5. ressort de levier de répétition
6. chevalet

## Principe de la mécanique d'un piano à queue équipée d'un levier de répétition
Une fois que la note a été jouée, la mécanique est dans une position où le bâton d'échappement(4) est plus haut que le rouleau du marteau(2). Le marteau est lui-même bloqué dans l'attrape pourvu que sa vitesse ait été suffisante.
Au moment où l'on commence à relâcher la touche, d'une part le marteau(1) est libéré de l'attrape, et d'autre part, le ressort de répétition(5) pousse vers le haut le levier de répétition(3), qui, lui-même, pousse le marteau vers le haut, et pousse vers le bas le bâton d'échappement.
Cela permet au bâton d'échappement de se remettre rapidement en place sous le rouleau du marteau, alors même que la touche n'est pas encore entièrement remontée.

## Pannes et réglages
Le ressort de répétition est pourvu d'une vis de réglage sur certains modèles de mécanique (sur d'autres, il faut agir par fléchissement d'un des brins du ressort), de manière que le marteau ne remonte pas trop vite (risque de refrapper la corde), ou trop paresseusement (inefficacité). Le réglage standard permet une remontée lente, mais nette du marteau.
Les autres réglages sont semblables à tous les autres pianos : hauteur de l'échappement, attrapage, etc.